# Santiago Aguado Calvo
Santiago Aguado Calvo († 1960) va ser un militar espanyol.

## Biografia
El juliol del 1936, a l'esclat de la Guerra civil espanyola, era brigada del Cos de Carabiners. Durant la contesa va manar diverses unitats: primer un batalló i després la 100a Brigada Mixta de la 11a Divisió. Va arribar a ascendir al rang de Tinent coronel. Durant la batalla de l'Ebre va resultar ferit i va haver de ser substituït. Va passar la resta de la guerra com a instructor en una acadèmia militar. Amb la derrota republicana, va marxar a la Unió Soviètica. Durant la seva etapa en l'exili soviètic, va assistir a l'Acadèmia Militar «Frunze» i posteriorment va ser assessor militar dels partisans iugoslaus en la seva lluita contra els nazis. Va morir en 1960.